# August-Exter-Straße 19

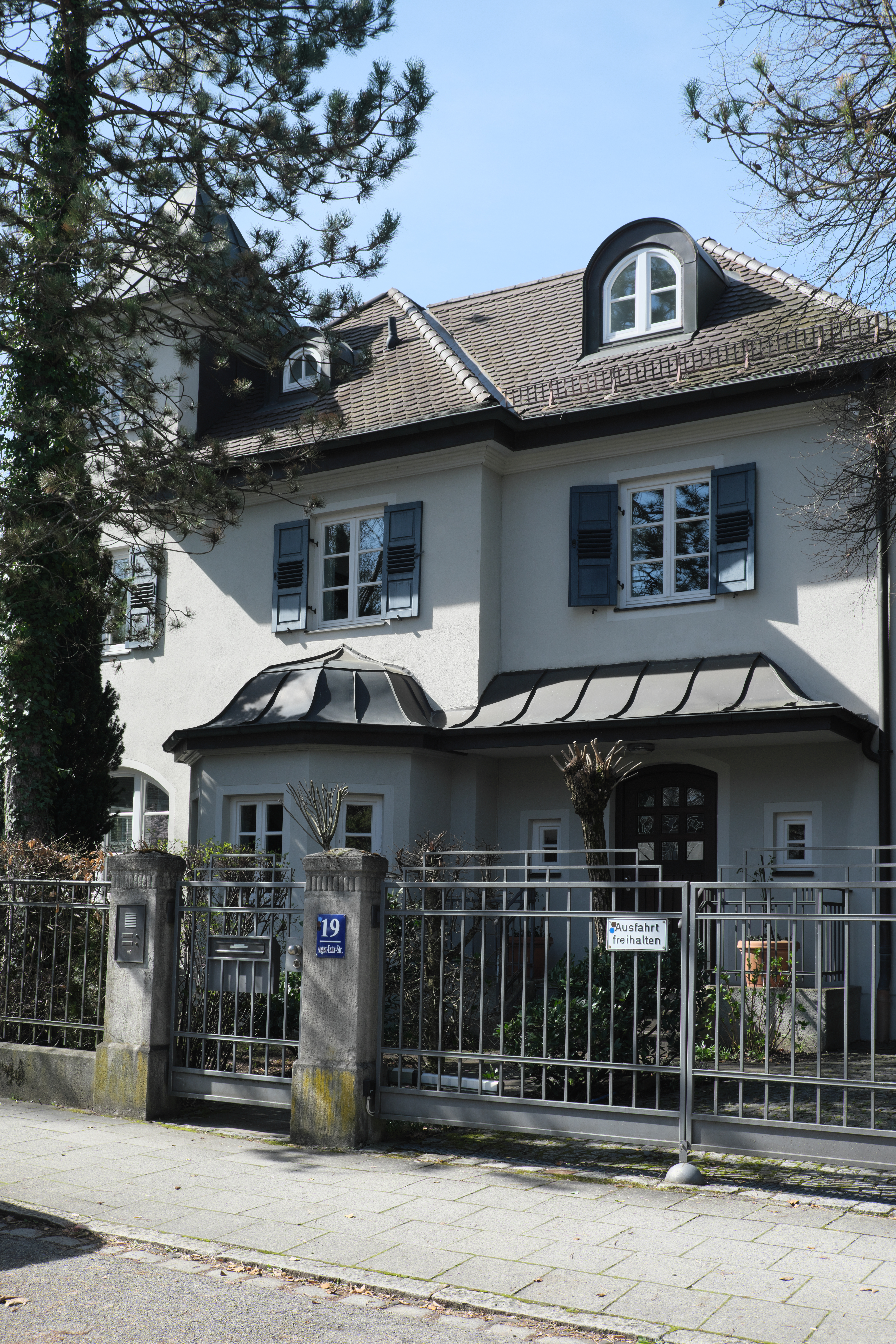
Haus August-Exter-Straße 19 im Stadtteil Pasing von München

Das Gebäude August-Exter-Straße 19 im Stadtteil Pasing der bayerischen Landeshauptstadt München wurde um 1895 errichtet. Die Villa in der August-Exter-Straße an der Ecke zur Chopinstraße, die zur Erstbebauung der Villenkolonie Pasing I gehört, ist ein geschütztes Baudenkmal.
Das Haus mit Turm wurde nach Plänen des Büros von August Exter erbaut und mehrmals verändert. 1993/94 wurde es an der Nordseite erweitert und an der Südseite wurde gleichzeitig ein polygonaler Bodenerker hinzugefügt.